# Colofone
Colofone (in greco antico: Κολοφών?, Kolophṑn; in latino Colophon) è stata una città della Ionia fondata nell'VIII secolo a.C. che si trovava sulla strada che collegava Efeso a Smirne. In questa città è ambientato il mito di Aracne, citato anche da Ovidio nelle sue Metamorfosi.
Gli Ioni (come già nei casi di Mileto, Efeso e Clazomene) dapprima si stabilirono nella più facilmente accessibile penisola di Nozio e solo in seguito si insediarono all'interno fondando la città di Colofone di cui Nozio divenne il porto anche se conservò una sua vita autonoma.
La città fu probabilmente conquistata dal re di Lidia Gige all'inizio del VII secolo a.C. In relazione a questo evento dalla città partirono coloni per la fondazione in Magna Grecia di Siri (Lucania). Fu poi sotto la dominazione achemenide e in seguito fece parte della lega delio-attica. Rioccupata dai persiani nel 430 a.C. fu riconquistata nel 409 da Trasillo. Fu però liberata definitivamente dal pericolo persiano solo con la spedizione di Alessandro Magno. Passò poi sotto il potere di Lisimaco, re di Tracia, che nel 299 a.C. trasferì gli abitanti ad Efeso. Fu poi sotto la dominazione pergamena per passare quindi ai romani che nel 189 a.C. dichiararono liberi i colofoni di Nozio. Nel II secolo d.C. era considerata una città da tempo scomparsa e infatti il grammatico Sesto Pompeo Festo allora scriveva che, in antico già rispetto ai suoi tempi, quando si voleva dire che una cosa era finita si diceva: Colophon ! 
La città fu una notevole potenza commerciale soprattutto nei secoli VI-V a.C., in gran parte grazie al commercio di una resina - la colofonia - che prese appunto il nome dalla città.
Colofone ha dato i natali ai pittori Dioniso e Dionisodoro e ai poeti Mimnermo, Senofane, Antimaco di Colofone, Ermesianatte e Nicandro, oltre ad essere una delle sette città che rivendicavano i natali di Omero.
Della città restano oggi importanti rovine (mura e necropoli) oltre che iscrizioni e monete d'argento e bronzo gran parte delle quali riportano l'effigie di Apollo in onore del quale sorgeva un tempio, situato tra Colofone e Claros e riportato alla luce nel 1950. Scavi effettuati tra il 1922 e il 1925 hanno riportato alla luce la pianta della città che nel IV secolo a.C. venne ricostruita in base ad un rigoroso piano urbanistico come testimoniato da un'epigrafe dell'epoca.